# フィリピン中央銀行
フィリピン中央銀行（フィリピンちゅうおうぎんこう、タガログ語: Bangko Sentral ng Pilipinas）は、フィリピンの国立銀行。
1949年に設立されたフィリピン中央銀行の業務を引き継ぐ形で、1993年7月3日に設立した。フィリピンペソを発行。